# Waryś (Borzęcin)
Waryś – przysiółek wsi Borzęcin w Polsce położona w województwie małopolskim, w powiecie brzeskim, w gminie Borzęcin.
W latach 1975–1998 miejscowość administracyjnie należała do województwa tarnowskiego.

## Zabytki
Obiekt wpisany do rejestru zabytków nieruchomych województwa małopolskiego
- cmentarz wojenny nr 267 z I wojny światowej[6].